# Greeneville
Greeneville é uma cidade  localizada no estado norte-americano de Tennessee, no Condado de Greene. É uma das cidades mais antigas do seu estado, e deve o nome ao militar e revolucionário Nathaniel Greene. Está no sopé dos Montes Apalaches. Foi a cidade onde se estabeleceu e desenvolveu atividade profissional como alfaiate, e depois como político, o presidente dos EstadosUnidos Andrew Johnson.

## Demografia
Segundo o censo norte-americano de 2020, a sua população era de 15479 habitantes.

## Geografia
De acordo com o United States Census Bureau tem uma área de
36,4 km², dos quais 36,4 km² cobertos por terra e 0,0 km² cobertos por água. Greeneville localiza-se a aproximadamente 475 m acima do nível do mar.

## Localidades na vizinhança
O diagrama seguinte representa as localidades num raio de 32 km ao redor de Greeneville.